# Józef Turczyński
 (mars 2023).
Si vous disposez d'ouvrages ou d'articles de référence ou si vous connaissez des sites web de qualité traitant du thème abordé ici, merci de compléter l'article en donnant les références utiles à sa vérifiabilité et en les liant à la section « Notes et références ».
Œuvres principales
- Édition des Œuvres complètes de Chopin (1949)

Józef Turczyński (né le 2 février 1884 à Jytomyr - décédé 27 décembre 1953 à Lausanne) est un pianiste, musicologue et pédagogue polonais qui a exercé une forte influence sur le développement de l'enseignement du piano, en particulier dans les œuvres de Frédéric Chopin au cours de la première moitié du XXe siècle. Il a été en grande partie responsable d'une édition des Œuvres complètes pour piano de Chopin, qui est encore aujourd'hui considérée comme « définitive ».

## Biographie
Turczyński est né en Jytomyr dans la région de Volhynie qui est maintenant en Ukraine. Il a d'abord été l'élève de son père. En 1907-1908, il a étudié avec Ferruccio Busoni à Vienne, et a fait ses débuts en 1908. Puis il a poursuivi d'autres études avec Anna Esipova en Russie, et a obtenu le premier prix au concours de piano de Saint-Pétersbourg en 1911. Il a joué dans toutes les capitales européennes et en 1915-1919 est devenu professeur au Conservatoire de Kiev. Puis il est revenu en Pologne pour se charger de la classe de piano de concert au Conservatoire de Varsovie.
Parmi les pianistes qu'il a formés, on trouve, Halina Czerny-Stefańska (1935-1939), Witold Małcużyński, Henryk Sztompka (it), Stanisław Szpinalski, Mieczysław Weinberg, Felicja Blumental, Grażyna Bacewicz, Max Fishman, et Ryszard Bakst (en).
L'édition des Œuvres complètes de Chopin qui est l'édition la plus largement acceptée depuis la Seconde Guerre mondiale, a été lancée sous la direction de Ignacy Paderewski en 1937. Elle a été préparée par l'Institut Frederic Chopin à Varsovie (Instytut Fryderyk Chopina, Polskie Wydawnictwo muzyczne). À la mort de Paderewski en 1941, elle n'était encore qu'à ses débuts. Turczyński a assumé la tâche avec Ludwik Bronarski (en), et ont poursuivi le travail jusqu'à son achèvement en 1949 par l'édition de 27 volumes. Chaque volume contient mesure par mesure un commentaire sur les variantes. L'édition est basée principalement sur la comparaison des manuscrits autographes, des éditions et copies approuvées, avec une attention particulière aux indications originales de la dynamique et des doigtés, etc.
Dans ses dernières années, Turczyński a vécu au Brésil, et est mort à Lausanne, en Suisse.

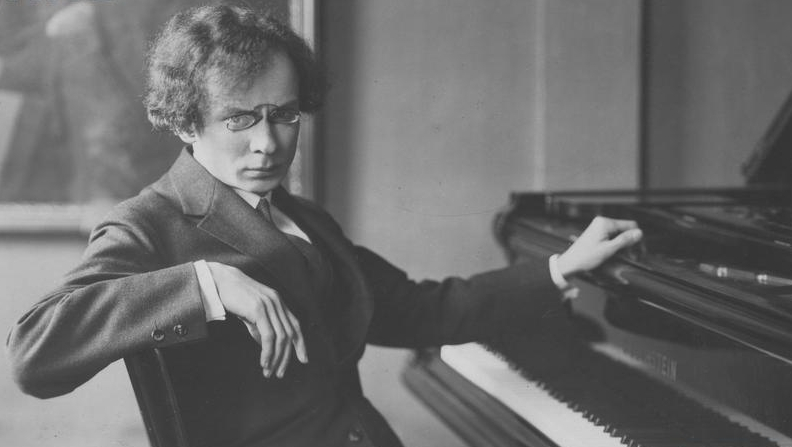
Józef Turczyński, en 1930